# Harry Garside
Harry Garside est un boxeur australien né le 22 juillet 1997.

## Carrière
Sa carrière amateur est principalement marquée par une médaille d'or remportée aux Jeux du Commonwealth 2018 dans la catégorie des poids légers.
En 2025 il participe à la version australienne de Dancing with the Stars.

## Palmarès

### Jeux du Commonwealth
- Médaille d'or en -60 kg en 2018 à Gold Coast, Australie

### Championnats d'Océanie
- Médaille d'or en -60 kg en 2017 à Gold Coast, Australie